# Mines de Rammelsberg
Les mines de Rammelsberg sont d'anciennes mines reconverties en musée et situées près de Goslar, en Basse-Saxe (Allemagne). Elles sont inscrites depuis 1992 conjointement avec la ville historique de Goslar sur la liste du patrimoine mondial.

## Richesses minières
Les minerais les plus fréquemment rencontrés dans les veines du Rammelsberg sont les silicates de plomb–zinc, le cuivre natif et le soufre. Les roches brun grisâtre recèlent en abondance des cristaux de galène, de chalcopyrite, de sphalérite, de baryte, de sulfate de zinc et de chalcantite. Par élaboration chimique, on a su dès le Moyen Âge tirer de ces roches de l'argent, du plomb, du cuivre et du zinc, ce qui a fait la richesse de la ville voisine de Goslar. Au XVIIIe siècle, on parvint même à en tirer de l’or.

## Histoire
Les mines du Rammelsberg sont évoquées pour la première fois sous la plume de Widukind de Corvey dans son Histoire des Saxons en 968.
D'abord possession impériale (ce qui explique le transfert du palais impérial de Werla à Goslar), la ville passa entre 1360 et 1460 au pouvoir des mineurs. Au XVIe siècle, les ducs de Brunswick parvinrent, au prix de multiples combats (traité de Riechenberg), à s'assurer la possession des mines.
Lors de son voyage en Basse-Saxe en 1728, Montesquieu visite, dans le Hartz, la mine de Ramelsberg (argent, cuivre, plomb).
Les nazis, voyant dans les mines métallifères du Rammelsberg un approvisionnement stratégique (le traitement des résidus étant techniquement résolu grâce au procédé de flottation), firent agrandir l'exploitation à grands frais dans le cadre de leur « Programme quadriennal. » C'est dans le cadre de ce projet du Rammelsberg qu'en 1936-1937 les installations actuelles, colonne d'élaboration et puits d'accès, ont été construites. Les architectes, Fritz Schupp et Martin Kremmer, s'étaient déjà signalés par d'autres aménagements miniers (par ex. la Zeche Zollverein dans la Ruhr, aujourd'hui classée au patrimoine mondial de l'UNESCO).
Fermées en 1988, elles auront connu une période d´exploitation de plus d´un millénaire.

## Quelques vues

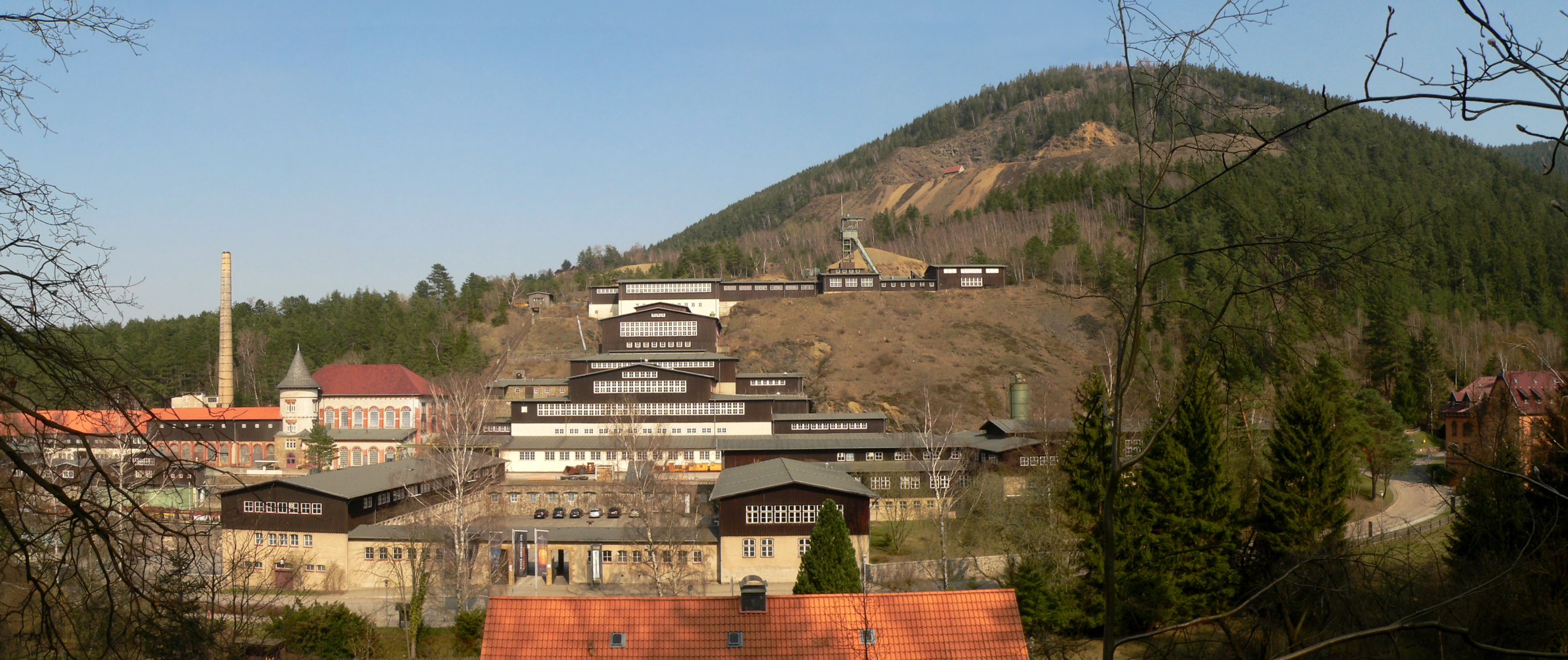
Le site minier.
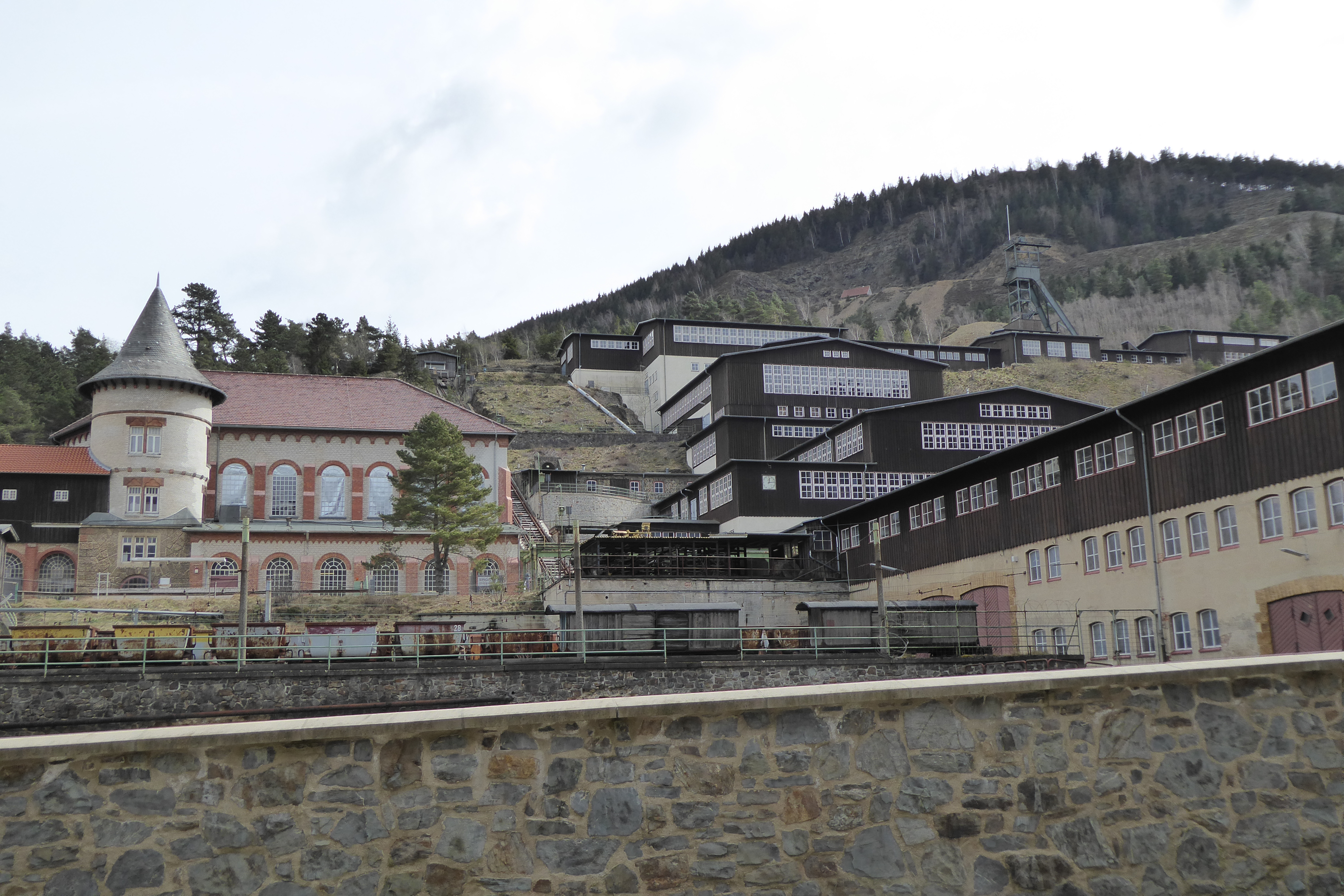
Vue d'ensemble.
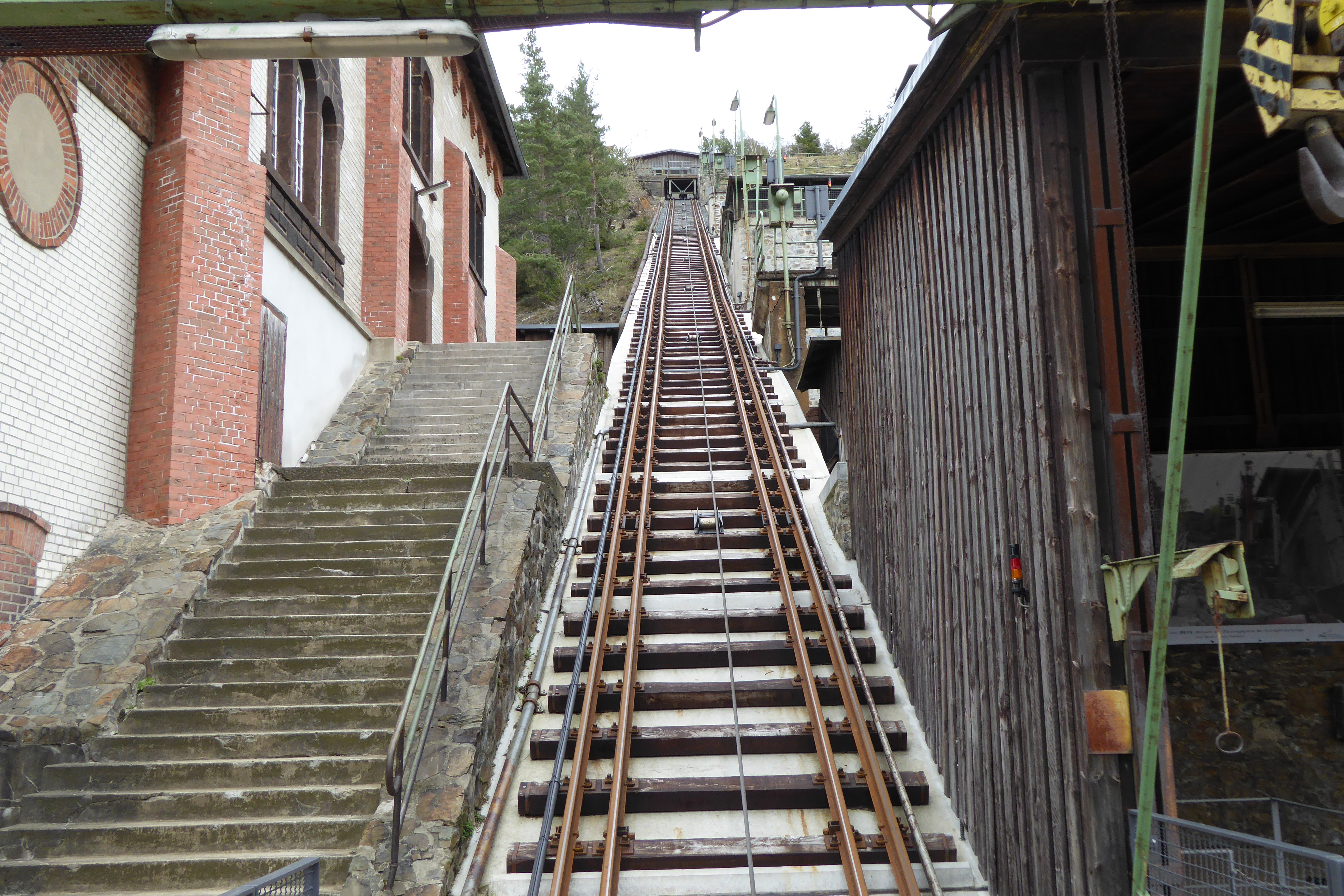
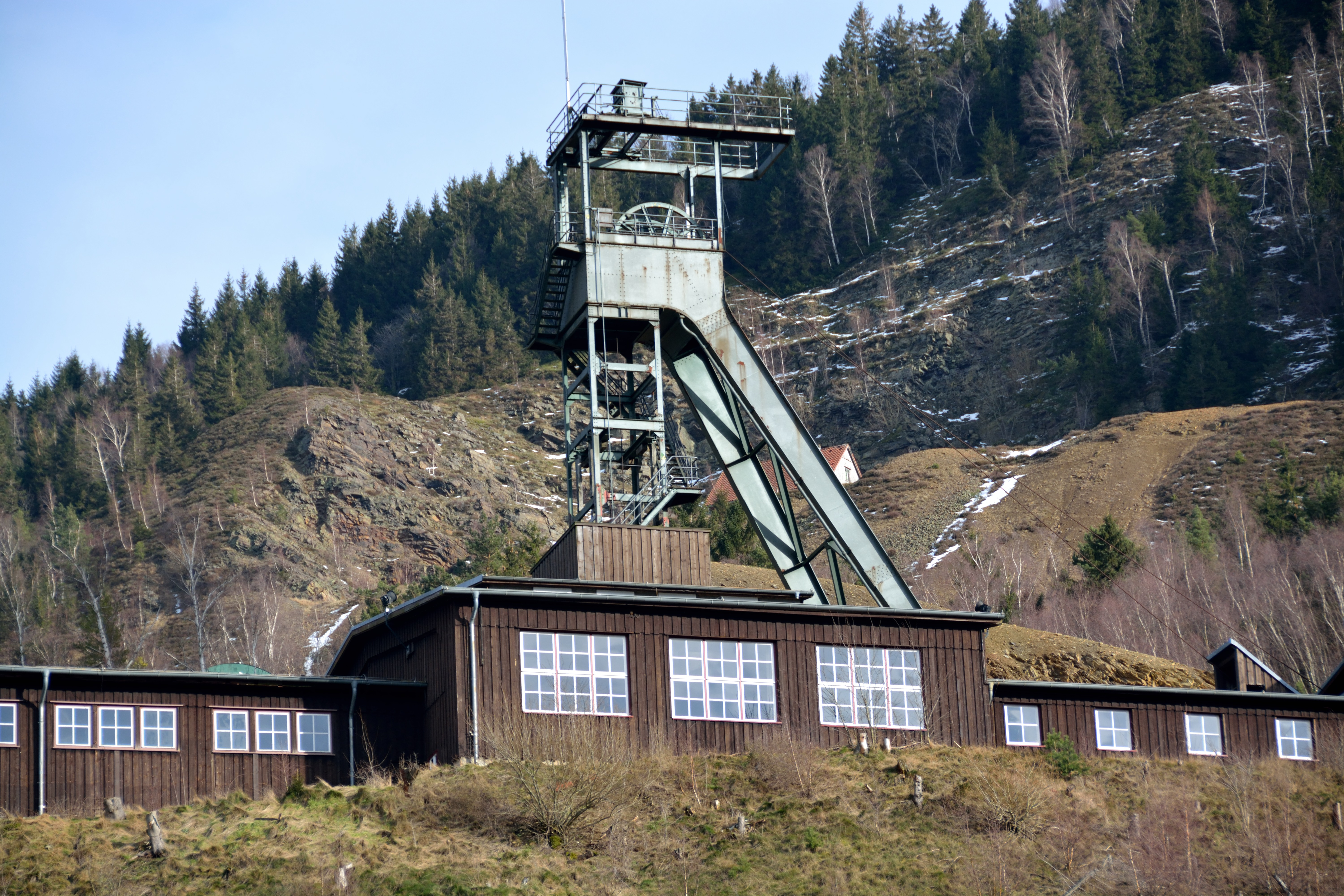
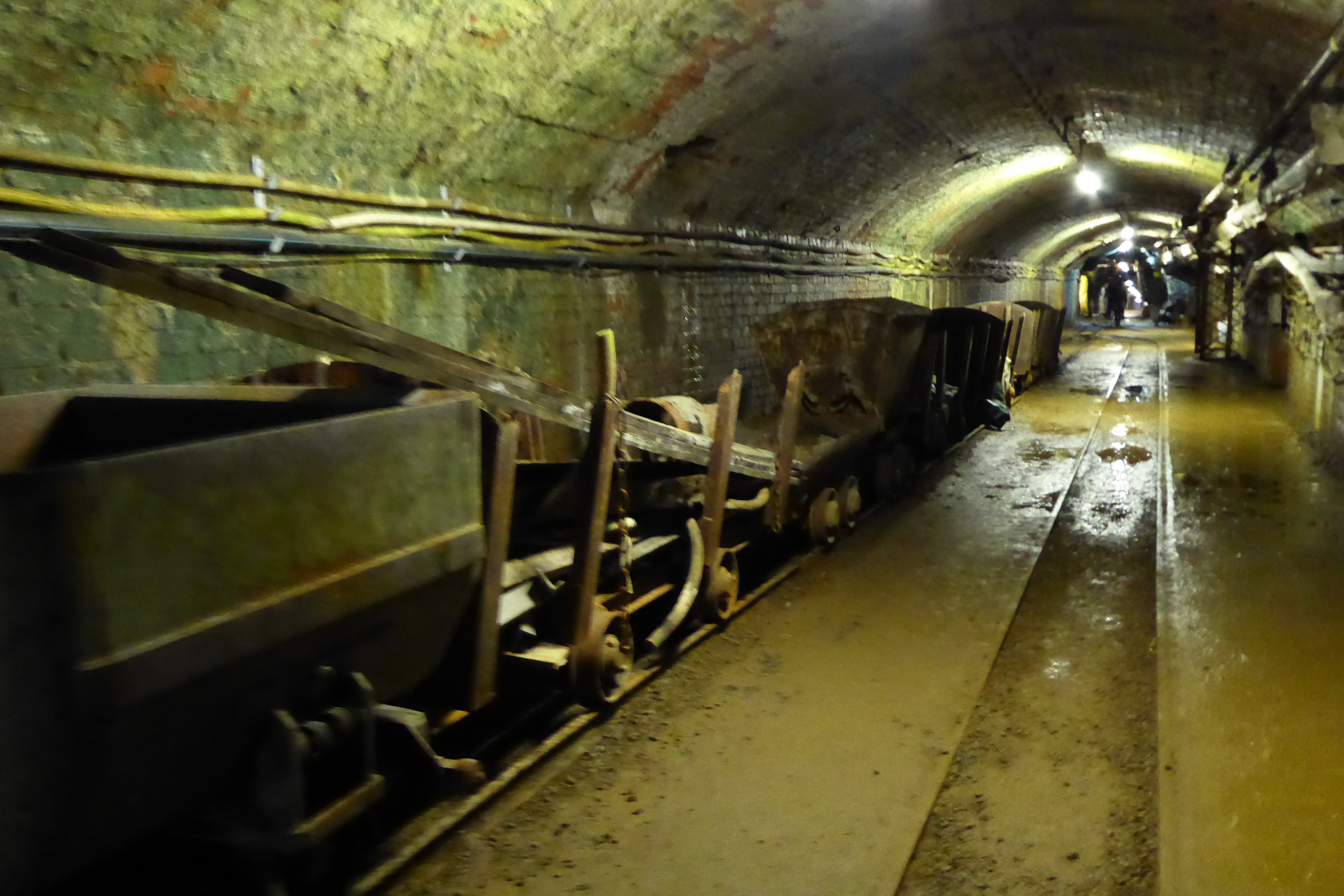
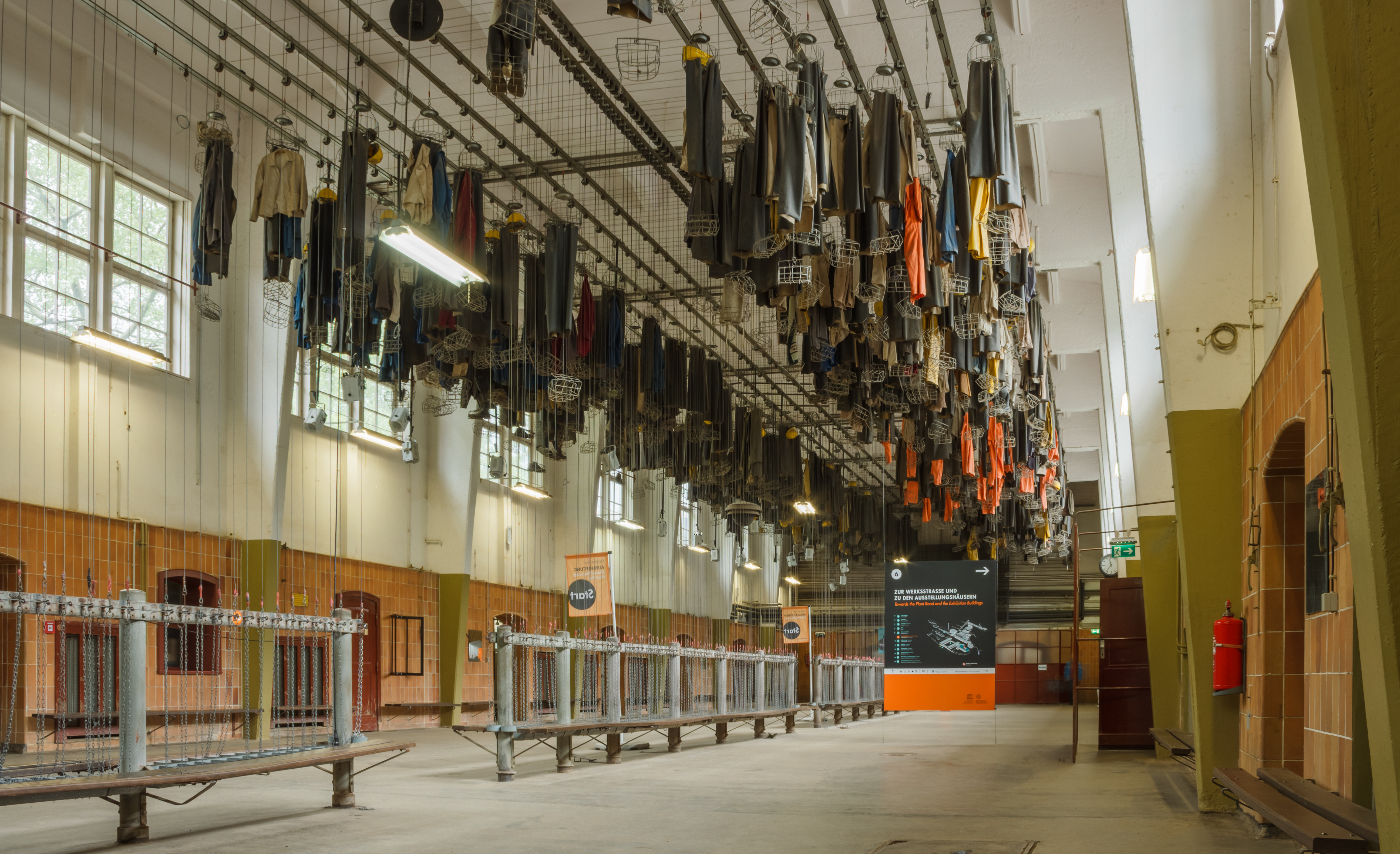
Salle de change des mineurs.